# 王嵩 (北宋)
王嵩（?—?），北宋、西夏时期僧人。
他在悟空寺出家，法名光信。他落魄饮酒时，边地人称呼他为王和尚。他在宋夏边界往来。西夏刚浪㖫统统率明堂左厢，野利遇乞统率天都右厢，勇猛善战，宋军刘平、石元孙、任福、葛怀敏的战败，有他两个人的智谋。种世衡想要使用离间计，于是善待光信，给他酒肉。让他给野利遇乞送信，临走时种世衡还给了光信一件袄衣，让他御寒。光信在山界被西夏军所擒，先给元昊。元昊见种世衡给他的信件，都是一些寒暄之语。拷打光信，光信也不说。元昊见到他的袄衣，见非常干净，于是拆开衣服，发现了一封密信，是和野利遇乞约定归宋和举兵反元昊的部署。元昊大怒，夺去野利遇乞兵权，随后将他杀害。光信后来得归宋朝，改名王嵩，由三班借职，官至左藏库副使。